# Béla Ágai
Béla Ágai (n. 8 august 1870, Pesta – d. 1944) a fost un scriitor, jurnalist și medic maghiar de origine evreiască.